# Lúcio, ou o Burro
Lúcio, ου ο Burro (em grego: Λούκιος ἢ Ὄνος; Loukios ē Onos) é uma sátira que conta sobre um homem que se transforma em burro e suas experiências como animal. Tendo chegado até nós entre as obras de Luciano, é agora considerado apócrifo; seu autor é, portanto, muitas vezes referido como "Pseudo-Luciano".

## História
A obra é frequentemente atribuída a Luciano, mas sua autenticidade também foi questionada. A versão preservada pode ser uma versão abreviada do texto original de Luciano escrito por outra pessoa. A mesma história aparece em um enredo mais longo e detalhado, parcialmente diferente, na obra O asno de ouro de Apuleio, contemporâneo de Luciano, que se baseia em um texto grego.

## Conteúdo
A obra de Luciano consiste em 56 capítulos relativamente curtos. A história se passa na Grécia e o personagem principal da obra é Lúcio, que está viajando em Ipata, na Tessália, atraído pela fama mágica da cidade. Aqui ele é hospedado pelo avarento Hiparco e sua esposa, que é uma poderosa feiticeira, dedicada a práticas ocultas.
Lúcio, muito interessado nas artes mágicas, pede a criada da casa, Palaistra, que o deixe presenciar uma magia de sua senhora. Ele testemunhará, portanto, uma prática particular: a transmigração da alma de um corpo para outro. Depois de alguns dias, Palaistra informa a Lúcio que sua senhora vai se transformar em um pássaro. Escondido atrás da porta, Lúcio presencia a magia que se inicia com a incineração de dois grãos de incenso, procedimento este acompanhado de uma fórmula e, a seguir, Lúcio vê a feiticeira tirando um óleo de um baú com o qual cobre completamente seu corpo nu, então começa a transformação em um corvo. A essa altura ele também sente vontade de voar no corpo de um pássaro, Lúcio pede a Palaistra a mesma substância milagrosa que a bruxa usou, mas Palaistra involuntariamente faz Lúcio borrifar a substância errada, fazendo-o se transformar em burro, mantendo a sensibilidade e os pensamentos humanos. Palaistra diz que o antídoto para retornar à forma humana é comer rosas.
Impossibilitado de ser reconhecido, Lúcio é sequestrado junto com outro burro e seu próprio cavalo por um grupo de ladrões que invadem a casa. Ele tenta escapar junto com uma mulher capturada, mas a tentativa falha. No final, porém, Lúcio e a mulher são soltos. Lúcio é recompensado sendo um burro livre na companhia de éguas. Logo, porém, ele tem que trabalhar no moinho, continuar carregando cargas pesadas e sofrer as artimanhas do burro. Ele também corre o risco de ser castrado.
Em seguida, Lúcio é vendido aos catamitas, e ele tem que carregar uma estátua de uma deusa síria nas costas. Os praticantes do culto são revelados como fraudes e são pegos roubando. Em seguida, Lúcio é vendido a um padeiro. Ele entra na fábrica novamente e é um valentão.
O próximo proprietário é um servo de um homem rico. Lúcio finalmente consegue comer a comida das pessoas, pois consegue roubar guloseimas para si mesmo. Ele é pego fazendo isso, mas os donos apenas riem do fato de Lúcio comer alimentos que os burros normalmente não comem e até beber vinho. Então ele acaba sendo exibido como um animal treinado por uma taxa. Ao mesmo tempo, uma mulher rica e bonita se apaixona por ele e o alugará para passar a noite.
No anfiteatro, seu mestre organiza um espetáculo no teatro que demonstrará a performance sexual do burro, nessa ocasião Lúcio finalmente consegue rosas para comer e voltando assim a sua forma humana e decepcionando o público. No entanto, ele ainda quer conhecer a mulher com quem passou a noite — porém, a mulher não está mais interessada em Lúcio depois de vê-lo nu, porque ela não amava Lúcio tanto quanto sua virilidade de burro.